# Adam Kreek
Adam Kreek (London, 2 de diciembre de 1980) es un deportista canadiense que compitió en remo.
Participó en dos Juegos Olímpicos de Verano, obteniendo una medalla de oro en Pekín 2008, en la prueba de ocho con timonel, y el quinto lugar en Atenas 2004, en la misma prueba.
Ganó tres medallas de oro en el Campeonato Mundial de Remo entre los años 2002 y 2007.
Se graduó en Ingeniería geotécnica e Hidrología en la Universidad Stanford. En 2009 fue nombrado «Atleta del año» en su país.
Después de su carrera deportiva, ha trabajado en su profesión como copropietario de una empresa que produce biodiésel sostenible. Además, es miembro de la Asociación Canadiense de Conferenciantes Profesionales, e imparte charlas sobre liderazgo y gestión del cambio.

## Palmarés internacional
| Juegos Olímpicos   | Juegos Olímpicos  | Juegos Olímpicos | Juegos Olímpicos |
| Año                | Lugar             | Medalla          | Prueba           |
| ------------------ | ----------------- | ---------------- | ---------------- |
| 2008               | Pekín (China)     | Medalla de oro   | Ocho con timonel |
| Campeonato Mundial |                   |                  |                  |
| Año                | Lugar             | Medalla          | Prueba           |
| 2002               | Sevilla (España)  | Medalla de oro   | Ocho con timonel |
| 2003               | Milán (Italia)    | Medalla de oro   | Ocho con timonel |
| 2007               | Múnich (Alemania) | Medalla de oro   | Ocho con timonel |